# 愛媛県廃棄物処理センター
一般財団法人愛媛県廃棄物処理センター（えひめけんはいきぶつしょりせんたー）は、廃棄物処理事業を行っている法人。愛媛県新居浜市にある東予事業所（エコニックス）において、市町村や民間企業等で適正処理出来ない廃棄物の処理を行っていたが、平成31年3月31日操業停止。

## 沿革
- 1993年9月 - 県・県内市町村・民間団体等が出資し、財団法人愛媛県廃棄物処理センターを設立。
- 1993年11月 - 環境庁（現:環境省）から廃棄物処理センターの指定を受ける。[1]
- 2000年11月 - 東予事業所（エコニックス）の操業開始。
- 2010年 - 全国で初めて「微量PCB汚染廃電気機器等無害化処理に係る大臣認定」を受け[2]微量PCB汚染廃電気機器等の処理を開始。
- 2020年4月 - 東予事業所が閉鎖。「休養施設いそうら」も閉店。

## 事業所
- 事務局 - 愛媛県松山市一番町4丁目4-2
- 東予事業所（エコニックス） - 愛媛県新居浜市磯浦町18-78

## 東予事業所（エコニックス）
2000年11月に操業を開始した廃棄物処理施設である。「エコニックス」という名称は「エコロジー」と「フェニックス」を組み合わせたものである。建設費は65億円で、国が5億円、東予の市町村が10億円負担し、残り50億円は政府系金融機関や民間銀行からの借入で賄われた。
市町や民間での適正処理が難しい下水道汚泥や焼却灰をはじめ、牛海綿状脳症（BSE）関連の肉骨粉、不正軽油の製造過程で発生する有害廃棄物の硫酸ピッチなども受け入れ、微量ポリ塩化ビフェニール（PCB）含有廃棄物の無害化処理も行ってきた。しかし、施設故障が相次ぎ、2019年3月末に廃棄物の受け入れを休止した。センターが地元と結ぶ協定で定める稼働期限の2020年1月が迫る中、愛媛県は東予5市町の廃棄物の新たな処理先が確保できた他、稼働に伴う燃料費や修繕費を抑えるため、前倒しでの休止となった。
センターでは廃棄物を1100℃で焼却溶解処理し、処理で発生した溶解スラグ等を土木資材などに活用している他、非鉄金属の回収も行っていた。また施設内には施設の廃熱を活用した「休養施設 いそうらの湯」という入浴施設が開設されていた。

### 主な受入廃棄物
- 下水道汚泥
- 焼却灰
- 感染性廃棄物
- 廃タイヤ
- 廃油
- 低濃度PCB廃棄物

など。